# Muerde la bala
Muerde la bala es una película de 1975 protagonizada por Gene Hackman y Candice Bergen. La producción, dirigida por Richard Brooks, obtuvo dos nominaciones a los premios Óscar por mejor banda sonora y sonido.

## Sinopsis
Al inicio del siglo XX un periódico organiza una carrera a caballo que cubriría el territorio del oeste estadounidense por 700 millas. Nueve son los jinetes participantes entre los cuales se encuentra una mujer. La travesía se desarrolla en medio de riñas y situaciones trágicas e inesperadas entre los aventureros.

## Críticas
- Allmovie: «De principio a fin, Muerde la bala es extraordinaria, un excitante filme que gusta al corazón y la mente. Vale la pena el rato para aquel que desea disfrutar una grandiosa obra épica de nuestro país»;.[1] «Una soberbia cinematografía y entorno, más un atrayente ritmo ejecutado por el director Richard Brooks, realzan este western en una época que este género estaba en decadencia».[2]
- Chicago Sun-Times: «Los géneros cinematográficos parecen desenvolverse en ciclos...Muerde la bala encuentra el poder tradicional y la integridad del western, la cual queda intacta».[3]
- New York Times: «...es un grandioso y oneroso western que no contiene un momento que pueda llamarse genuino. A pesar de todo el esmero, dinero y el rigor que aparentemente tiene esta producción, la película parece prefabricada, como algo realizado antes, y con mejor inspiración».[4]